# Dixon (Wyoming)
Dixon è un centro abitato (town) degli Stati Uniti d'America, situato nella Contea di Carbon dello Stato del Wyoming. Nel censimento del 2000 la popolazione era di 79 abitanti.

## Geografia fisica
Secondo i rilevamenti dell'United States Census Bureau, la località di Dixon si estende su una superficie di 0,4 km², tutti occupati da terre.

## Popolazione
Secondo il censimento del 2000, a Dixon vivevano 79 persone, ed erano presenti 23 gruppi familiari. La densità di popolazione era di 225 ab./km². Nel territorio comunale si trovavano 67 unità edificate. Per quanto riguarda la composizione etnica degli abitanti, il 96,20% era bianco e il 3,20% era nativo. La popolazione di ogni razza ispanica corrispondeva all'1,27% degli abitanti.
Per quanto riguarda la suddivisione della popolazione in fasce d'età, il 15,2% era al di sotto dei 18, il 6,3% fra i 18 e i 24, il 29,1% fra i 25 e i 44, il 30,4% fra i 45 e i 64, mentre infine il 19,0% era al di sopra dei 65 anni di età. L'età media della popolazione era di 45 anni. Per ogni 100 donne residenti vivevano 102,6 maschi.